# Nav (district de Haviq, Iran)
Nav (persan : نو) est un village du district rural de Haviq, lui-même dans le district de Haviq du comté de Talesh, dans le Gilan, en Iran. Lors du recensement de 2006, sa population était de 60 personnes, réparties dans 16 familles.